# أحمد ضياء مسعود
أحمد ضياء مسعود (بالبشتوية: احمد ضيا مسعود)‏ (و. 1956  م) هو دبلوماسي، وسياسي من أفغانستان، ولد في ولاية غزني.

## مناصب
تولى منصب سفير.